# NGC 3648
NGC 3648 (również PGC 34908 lub UGC 6389) – galaktyka soczewkowata (S0), znajdująca się w gwiazdozbiorze Wielkiej Niedźwiedzicy. Odkrył ją John Herschel 18 marca 1831 roku.